# Vörösmarty utca (Metró Budapest)
Vörösmarty utca ist eine 1896 eröffnete Station der Linie 1 (Földalatti) der Metró Budapest und liegt zwischen den Stationen Oktogon und Kodály körönd.
Die Station befindet sich an der nach Mihály Vörösmarty benannten Straße im VI. Budapester Bezirk. In ihrer Nähe befinden sich die Ungarische Akademie der Bildenden Künste, Bábszínház und das Haus des Terrors.

## Galerie

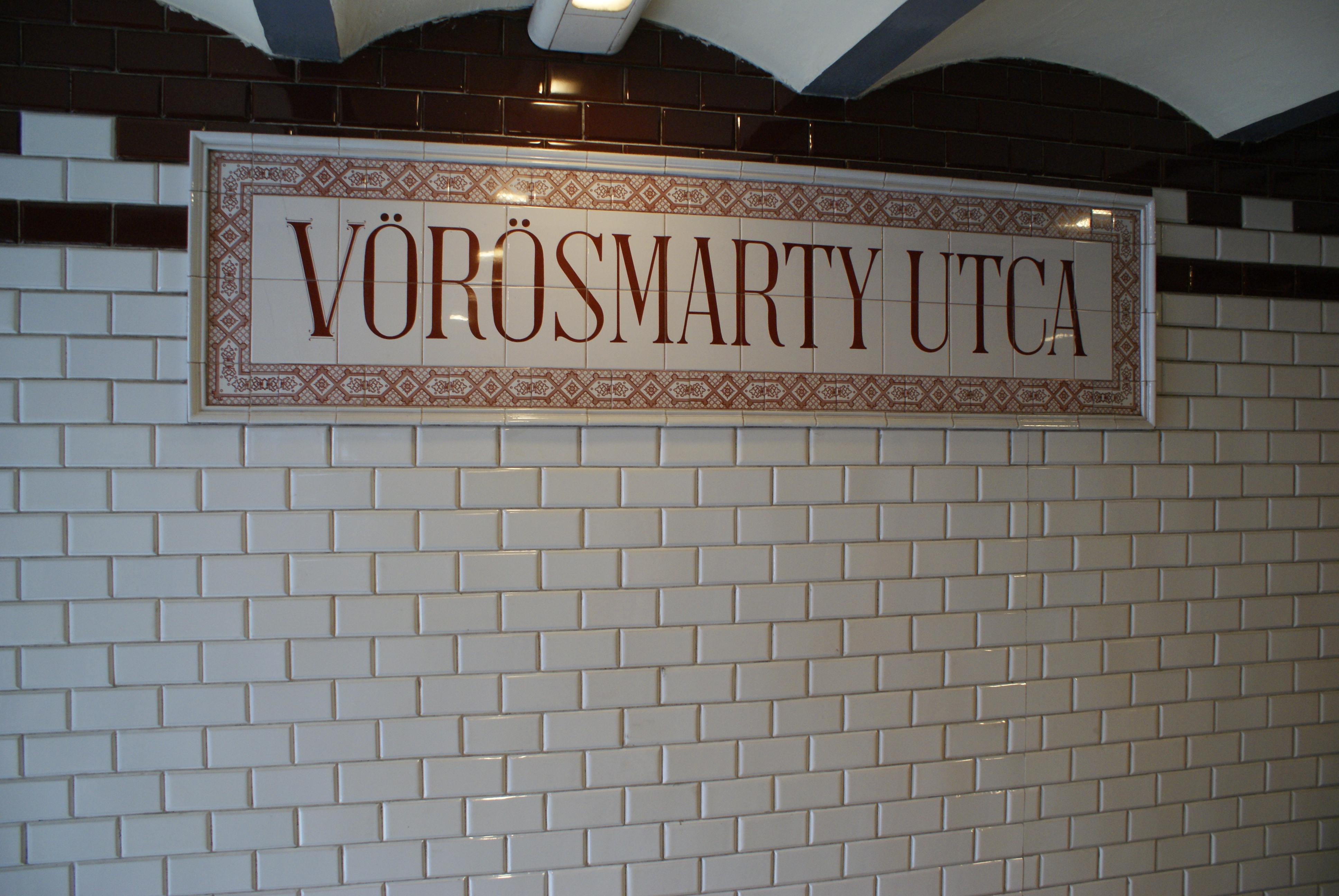
Stationsschild
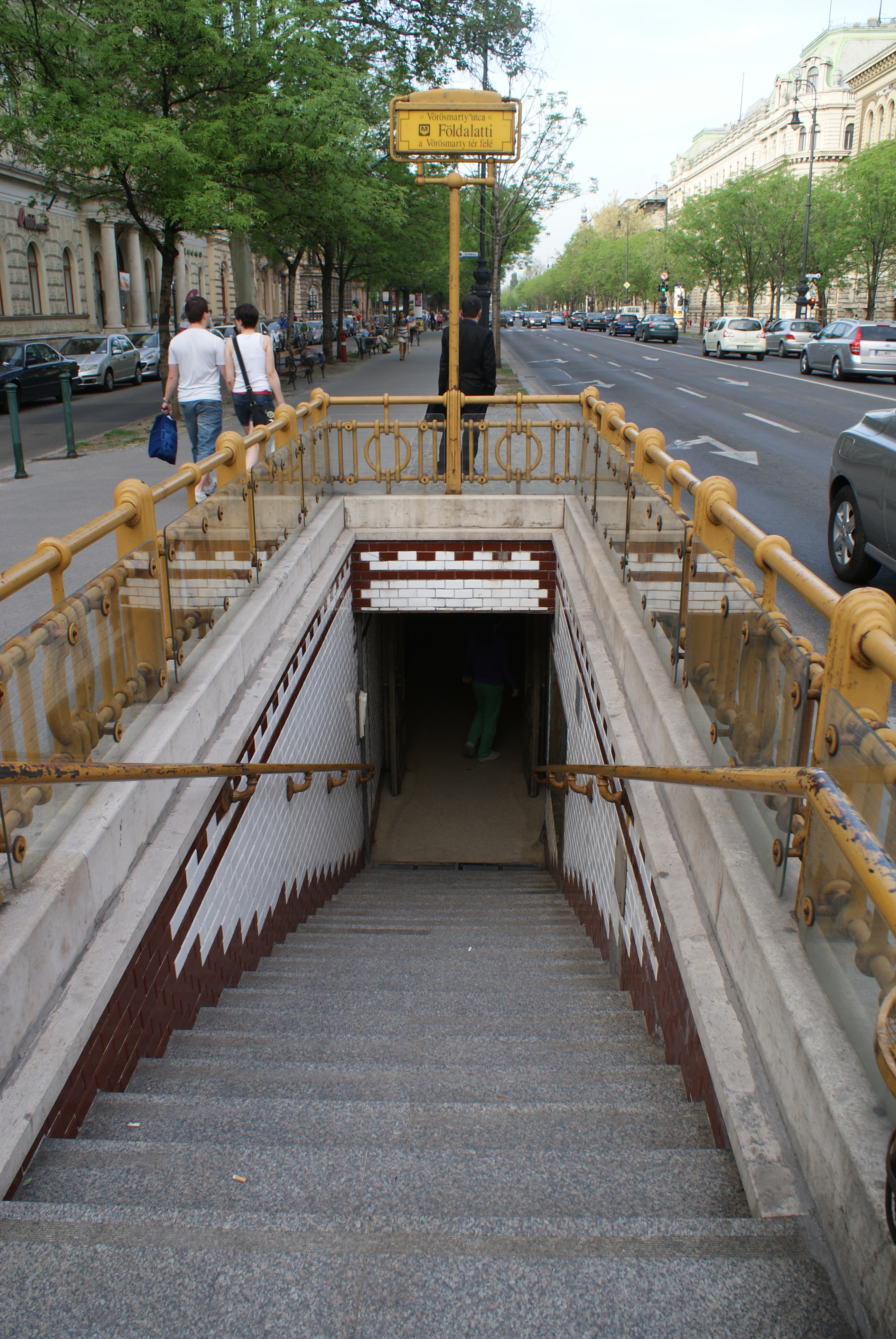
Zugang
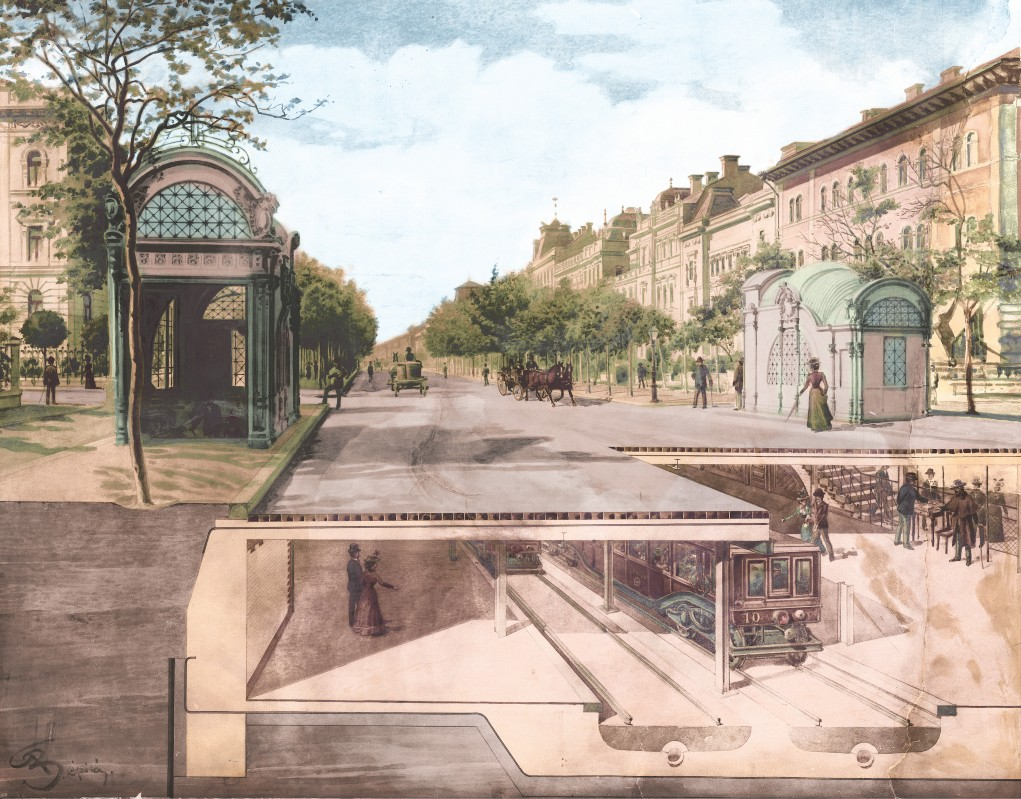
Historische Ansicht.